# Szinva-forrás
A Szinva-forrás a Bükk-vidék területén, Lillafüred fölött fakadó bő hozamú karsztforrás. 1964 óta Miskolc vízellátásának egyik fontos forrása. A Szinva-völgy Lillafüred fölötti (attól délre eső) szurdokában, 342-344 méter tengerszint fölött fakad. Az eredetileg több pontban megjelenő forrásokat (például a Foglalt-forrást és a Csöves-forrást) a foglalás során gyűjtötték össze.

## Hidrológiai jellemzők
A forrás középvízhozama 21 000 liter/perc körüli, de jelentős ingadozást mutat. A forrásfoglalás előtt, 1962-ben a legnagyobb és legkisebb hozamok aránya 36 volt. A nagy ingadozás azzal jár, hogy egy-egy árvízi időszakban az adott évi összes vízmennyiségnek jelentős része (akár 60%) folyhat el felhasználatlanul. 
A vízmű megépítése előtt több pontban jelent meg a felszínre bukó karsztvíz. Legalacsonyabban a Foglalt-forrás helyezkedett el, amit akkor Lillafüred vízellátására használtak. A legnagyobb hozamú a Csöves-forrás volt, ami fentebb fakadt, a mai műút alatt. A legmagasabban az Árvízi túlfolyó forrás helyezkedett el, ami csak nagy vízálláskor működött.
A víz hőmérséklete egész évben közel állandó, 8,5–9,5 ºC között változik. Ez a kiegyenlített hőmérséklet a beszivárgó csapadék és olvadékvíz nagyobb felszín alatti tartózkodási idejére enged következtetni.

## Vízföldtani jellemzők
A forrás megjelenésében meghatározó szerep jut a terület földtani felépítésének. A középső-felső triász mészkőben a barlangok által vezetett vizet az ettől északkeletre megjelenő vízzáró vulkáni képződmények tartják vissza. Ezen a kőzettani határon jelenik meg a víz a felszínen. 
A triász mészkő repedezettsége elenyésző, a vízvezetés szempontjából a barlangjáratok a döntőek. Ez okozza a nagy vízhozam ingadozást is, mivel a tél végén és nagyobb tavaszi esőzések után a barlangjáratok hamar elvezetik az beszivárgott olvadék és csapadékvizet.
A víznyelők és a forrás távolsága elegendő felszín alatti tartózkodási időt biztosítanak a kiegyensúlyozott vízhőmérséklet kialakulásához. Ez a távolság a víznyelők többségében 5-8 km. Nem karsztos vízgyűjtővel rendelkező víznyelők nem jellemzőek a területen. Inkább a nyílt karszton történő diffúz beszivárgás táplálja a karsztvizet. A felszíni tápterület és a  telített zóna között több száz méter vastag kőzettömegek helyezkednek el. Ez lehetővé teszi, hogy Magyarországi viszonylatban nagy mélységű, 250-300 méter mély barlangok alakuljanak itt ki. Ennek egyik bizonyítéka a Bányász-barlang és az István-lápai-barlang.

## Forrásfoglalás
A forrásfoglalás során a Csöves-forrás közelében aknát mélyítettek, melyből egy tárót hajtottak az út alá, a Csöves-forrást tápláló függőleges barlangjáratra. A vizet gravitációsan levezető alagút a Foglalt forrás barlangjáratát is megcsapolja, így összegyűjtve a legnagyobb hozamokat adó források vizeit.
Vízellátási okokból a hozamok kiegyenlítését tározással tervezték megoldani az 1960-1970-es években. Ez akkor a magas költségek miatt nem valósult meg és a jelenlegi lecsökkent vízigény miatt napjainkra indokolatlanná vált.